# Haruhisa Kurokawa
Haruhisa Kurokawa (黒川晴央?, Kurokawa Haruhisa; ...) è un ex giocatore di football americano giapponese che ha giocato come offensive tackle.